# Takahiro Aō
Takahiro Aō (jap. 粟生隆寛 Aō Takahiro;  ur. 6 kwietnia 1984 w Ichiharze) – japoński bokser, były zawodowy mistrz świata organizacji WBC w kategorii piórkowej (do 126 funtów) i superpiórkowej (do 130 funtów).

## Kariera sportowa
Bokserską karierę rozpoczął we wrześniu 2003 roku. W marcu 2007 roku zdobył tytuł zawodowego mistrza Japonii w kategorii piórkowej pokonując Koji Umetsu. Do końca roku zdołał dwukrotnie obronić pas mistrzowski.
5 maja 2008 roku zmierzył się w walce eliminacyjnej federacji WBA z Hiroyuki Enoki. Pojedynek zakończył się kontrowersyjnym remisem. W rezultacie to Enoki, jako wyżej rozstawiony w rankingu WBA, dostał szansę walki z mistrzem świata Chrisem Johnem (przegrał na punkty).
Mimo remisu Aō dostał szansę walki o pas mistrzowski innej organizacji bokserskiej, WBC. 16 października 2008 roku zmierzył się z mistrzem tej federacji, Óscarem Lariosem. Pojedynek wygrał niejednogłośnie na punkty Meksykanin, mimo że w czwartej rundzie leżał na deskach.
Z uwagi na dość kontrowersyjny rezultat pierwszego pojedynku, 12 marca 2009 roku doszło do walki rewanżowej obu pięściarzy. Tym razem lepszy okazał się Aō, który wygrał jednogłośnie i zdecydowanie na punkty w stosunku 119-107, 118-109 oraz 116-111, i odebrał Lariosowi tytuł mistrza świata WBC.
Pas mistrzowski stracił już w następnej walce, z Elio Rojasem, która odbyła się 14 lipca 2009 roku. Aō przegrał ten pojedynek jednogłośnie na punkty w stosunku 116-113, 117-111 i 118-110.
Na ring powrócił w grudniu tego samego roku, pokonując jednogłośnie na punkty Feidera Vilorię. 26 listopada 2010 roku pokonał na punkty Vitalija Tajberta i zdobył tytuł mistrza WBC w kategorii junior lekkiej. Swój tytuł obronił trzy razy. W kwietniu 2011 roku znokautował w czwartej rundzie Humberto Mauro Gutierreza. Siedem miesięcy później pokonał na punkty po niejednogłośnej decyzji sędziów Devisa Boschiero. W kwietniu 2012 roku pokonał natomiast na punkty Terdsaka Jandaenga. Pas mistrzowski stracił w październiku 2012 roku, po porażce na punkty z Gamalielem Díazem.
Kolejną walkę stoczył 13 lipca 2013 roku, nokautując w drugiej rundzie Hardy'ego Paredesa. Cztery miesiące później już w pierwszej rundzie znokautował Edgara Lomeliego. W 2014 roku stoczył dwa zwycięskie pojedynki: 23 kwietnia pokonał na punkty Marco Antonio Lopeza, a 22 października również na punkty zwyciężył z byłym mistrzem świata WBA i IBF, Juanem Carlosem Salgado.
1 maja 2015 roku zmierzył się z Raymundo Beltranem w walce o wakujący tytuł mistrza świata organizacji WBO w kategorii lekkiej po tym, jak dotychczasowy mistrz świata tej organizacji Terence Crawford zmienił kategorię wagową na wyższą. Do walki doszło, mimo że Beltran nie zdołał zmieścić się w limicie wagowym. Ostatecznie pas mistrzowski mógł być zdobyty jedynie przez Aō, Japończyk przegrał jednak przez techniczny nokaut w drugiej rundzie.